# European Cockpit Association
Die European Cockpit Association (ECA) ist der Dachverband der Berufsverbände und Gewerkschaften der Piloten und Flugingenieure auf europäischer Ebene. Die ECA wurde 1991 gegründet und hat ihren Sitz in Brüssel. Sie vertritt die Interessen der Piloten bei den zuständigen EU-Organen und arbeitet eng mit der IFALPA sowie den nationalen Verbänden zusammen.